# Adalbert Welcker
Adalbert Welcker (* 31. Juli 1838 in Eisleben; † 23. November 1911 ebenda) war ein deutscher Jurist und Politiker.

## Leben
Als Sohn eines Bibliothekars geboren, studierte Welcker nach dem Besuch des Gymnasiums in Gotha Rechts- und Staatswissenschaften in Jena. Während seines Studiums wurde er 1857/58 Mitglied der Burschenschaft Teutonia Jena. Nach seinen Examen 1862 und 1865 ging er in den Staatsdienst des Landes Sachsen-Gotha, den er 1868 jedoch wieder verließ und bis 1874 als Sekretär bei der Thüringischen Eisenbahn-Gesellschaft in Erfurt arbeitete. Von 1874 bis 1881 war er Zweiter Bürgermeister in Nordhausen, bis 1885 Erster Bürgermeister in Weißenfels und dann bis 1909 Erster Bürgermeister und bis 1910 Oberbürgermeister und Vorstand der Stadtverwaltung in Eisleben.